# Pasmo 160 m
Pasmo 160 metrów (zaliczone do fal średnich) jest najniższym pasmem fal radiowych przydzielonym krótkofalowcom w większości krajów. Doświadczeni operatorzy często nazywają pasmo 160 metrów jako Top Band, czasami nazywa się je Gentleman’s Band (pasmo dżentelmenów), dla odróżnienia od mniej formalnego sposobu łączności prowadzonej niekiedy na innych pasmach.

## Charakterystyka
W ciągu dnia zasięg łączności wynosi do około 120 km. W nocy (szczególnie zimą, z uwagi na mniejsze szumy atmosferyczne i zakłócenia przemysłowe) możliwe jest nawiązywanie łączności na dystansie do kilku tysięcy kilometrów.

## Propagacja
W ciągu dnia w tym pasmie występuje duże tłumienie w warstwie D.

## Podział pasma 160 m w Polsce[1]
Na dzień 16 października 2020
| Częstotliwość w kHz | Maksymalna szerokość pasma w Hz | Rodzaje emisji i przeznaczenie     |
| ------------------- | ------------------------------- | ---------------------------------- |
| 1810 – 1838         | 200                             | CW, 1836 kHz środek aktywności QRP |
| 1838 – 1840         | 500                             | emisje wąskopasmowe                |
| 1840 – 1843         | 2700                            | wszystkie emisje – emisje cyfrowe  |
| 1843 – 2000         | 2700                            | wszystkie emisje                   |